# Даніелла ван ден Берг
Даніелла ван ден Берг (нід. Daniella van den Berg, 24 травня 1996) — нідерландська плавчиня.
Учасниця Олімпійських Ігор 2012 року.